# سیمون تریان
سیمون تریان (ارمنی: Սիմոն Տերյան؛ زاده ۲۱ اکتبر ۱۹۴۱ - درگذشته ۳۰ ژوئن ۲۰۰۰) یک خواننده اهل جمهوری آرتساخ بود. وی از  دانشگاه دولتی ایروان فارغ‌التحصیل شد. وی به علت حمله قلبی درگذشت.

## جستارهای ویژه
- فهرست خوانندگان ارمنی